# Općina Centar Župa
Općina Centar Župa (makedonski: Општина Центар Жупа) je jedna od 80 općina Sjeverne Makedonije koja se prostire na zapadu Sjeverne Makedonije. 
Upravno sjedište ove općine je selo Centar Župa.

## Zemljopisne osobine
Općina Centar Župa proteže se kroz riječnu dolinu Crnog Drima koja se zove Drimkol, zapadni dio je niži, a istočni viši planinski, jer se tu uzdiže planina Stogovo.
Općina Centar Župa graniči s Albanijom na zapadu, te s općinom Debar na sjeveru, s općinom Struga na jugu.
Ukupna površina Općine Centar Župa  je 107,21 km².

## Stanovništvo
Općina Centar Župa  ima 6 519 stanovnika. Po popisu stanovnika iz 2002. nacionalni sastav stanovnika u općini bio je sljedeći; .

## Naselja u Općini Centar Župa
Ukupni broj naselja u općini je 23, i sva imaju status seoskog naselja.

## Pogledajte i ovo
- rijeka Crni Drim
- Sjeverna Makedonija
- Općine Sjeverne Makedonije

## Vanjske poveznice
- Općina Centar Župa na stranicama Discover Macedonia